# 黃綰 (禮部尚書)
黃綰（1480年—1554年），字宗賢，號久庵，浙江承宣布政使司台州府黃岩縣（今浙江省台州市黄岩区）人，侍郎黃孔昭之孫，明朝政治人物，官至禮部尚書兼翰林院學士。

## 生平
黃綰因祖廕而官至後軍都督府都事，曾經求學于謝鐸、王守仁，嘉靖初年，曾任南京都察院經歷。大禮議事件中，因上疏支持明世宗立生父為皇考，而受到重視，后改為南京刑部員外郎。嘉靖六年六月，召為光祿寺少卿，參與修撰《明倫大典》。
王守仁因被嫉妒，雖然被封伯爵，但不給於誥券歲祿；其他宸濠之亂中有功的人如知府邢珣、徐璉、陳槐，御史伍希儒、謝源等，多以考察名義罷免。黃綰多上疏請求改變，之後王守仁得到賞賜，而邢珣等人也被錄用。同年，張璁、桂萼驅逐大量翰林人士去朝外，而引自己人進入，於是升用黃綰晉升爲詹事府少詹事、兼翰林院侍講學士，直入經筵，此為明朝歷史前所未有。次年，明倫大典書成，晋升為詹事府詹事。當時，錦衣衛僉事聶能遷，最初因依附錢寧得官，此後依附張璁、桂萼，當初書成后大量官員晋升，而唯獨沒有他。於是聶能遷大怒，囑咐被罷免閒住的主事翁洪上奏，誣陷王守仁能被召用是因為賄賂席書，其中詞語牽連至黃綰與張璁。黃綰抗辯，并乞求引避。世宗優旨留用，而罷免聶能遷入三法司、并貶至戍所，翁洪被貶為民。隨後張璁與黃綰深為相交，張璁欲升用其為吏部侍郎，且令典試南京，卻被楊一清抑制，并稱其是南方口音，不能參與經筵。此後黃綰上疏斥責楊一清，世宗也因此指責楊。同年十月，黃綰出任南京禮部右侍郎。嘉靖十二年，拜為禮部左侍郎。
最初，黃綰與張璁關係密切，至此夏言進入禮部后，世宗重用夏言，黃綰於是改為依附他，而與張璁相左。其擔任南京禮部侍郎時，禮部郎中鄒守益生病辭職，世宗命他複查。但是黃綰久不上報，而鄒守益竟然離去。吏部尚書汪鋐按照張璁旨意去舉發此事，世宗下詔奪取鄒守益職位，并命汪鋐複查，汪鋐遂彈劾黃綰欺瞞。恰逢禮部用人，世宗留用黃綰。而汪鋐不息再次攻擊他，黃綰上疏自辯且詆毀汪鋐為張璁鷹犬，并請求罷黜以避禍。世宗仍然念及黃綰在大禮議的功勞，而留用。黃綰於是與張璁的矛盾公開化了。
當初，大同發生兵變，士兵殺死總兵官李瑾，并佔領城池拒守。總制侍郎劉源清、提督郤永商議屠城，城中恟懼，於是與塞外的蒙古勾結為外應，塞外大亂。巡撫潘倣請求停止用兵，而引起劉源清大怒，劉源清上疏詆毀潘倣。張總與朝廷大臣一同支持劉源清，唯獨黃綰稱此為策略。當時劉源清被罷免，侍郎張瓚代任，張瓚未抵達時，郎中詹榮已經平定叛亂。因未徹底平定，請朝廷派遣大臣安撫。奏摺進入禮部后，夏言認為可以，并極力詆毀當初的用兵策略的謬論，言語涉及張璁。張璁大怒，堅持己見而不欲派遣。世宗委曲諭解，并特命黃綰趕往調查軍情，考核功罪，并便宜用事。黃綰抵達大同后，一無所問，以安其心，并集合軍民，曉之以禍福；同事逮捕通謀的官員，製造防禦和教育，使得城中大安。黃綰回朝后，上疏文武將吏功罪，并極力詆毀劉源清、郤永。黃綰因此增俸一等，張璁和兵部因庇護劉源清，而在私下詆毀黃綰。黃綰連續上奏，世宗於是堅持逮捕劉源清、郤永。隨後黃綰因母喪丁憂。嘉靖十八年，世宗派遣黃綰為禮部尚書兼翰林學士、擔任正使，張治為副使，一同出使安南。黃綰在路上稱病，不能前行。此後世宗改為派遣他人。隨後黃綰因上奏為父母請贈，而使得世宗大怒，被奪去尚書，而改以禮部侍郎閑住，出使的事情竟停止。久之，黃綰死於家中。

## 延伸阅读
[在维基数据编辑]
 《明史卷一百九十七》，出自《明史》